# 7th (Light Infantry) Parachute Battalion
Le 7th (Light Infantry) Parachute Battalion est un bataillon d'infanterie aéroportée du Parachute Regiment, créé par l'armée britannique pendant la Seconde Guerre mondiale. Le bataillon est mis sur pied en novembre 1942 par la conversion du 10e bataillon du Somerset Light Infantry à un nouveau rôle de troupes aéroportées. Il est initialement affecté à la 3e brigade parachutiste, au sein de la 1re division aéroportée, avant d'être transféré à la 6e division aéroportée nouvellement formée en mai 1943.
Le bataillon participe aux combats du débarquement lors de l'opération Tonga le 6 juin 1944, à la bataille des Ardennes en décembre et à la traversée du Rhin en mars 1945. Après la fin de la guerre en Europe, le bataillon, avec la 5e brigade parachutiste, est envoyé en Extrême-Orient pour combattre l'Empire japonais. Cependant, la guerre prend fin juste après que les troupes aient commencé à s'entraîner dans la jungle. Déplacé par voie maritime, le bataillon participe à la reprise de la Malaisie et de Singapour. En raison des problèmes  de sécurité rencontrés par les Alliés à Java, le bataillon est envoyé à Batavia (Jakarta) pour contrôler les troubles, jusqu'à ce qu'une force néerlandaise ne le relève.
Après la guerre, le bataillon est envoyé en Palestine pour des opérations de sécurité intérieure avec le reste de la 6e division aéroportée. La réduction de la taille de l'armée britannique après-guerre en 1946 entraîne l'amalgame du bataillon avec le 17th Parachute Battalion (en), en gardant cependant le nom du 7th (Light Infantry) Parachute Battalion. Il est cependant dissous en 1948.